# Lucius Flavius Filostratos
Lucius Flavius Filostratos (grekiska: Φιλόστρατος, latin: Lucius Flavius Philostratus), född cirka 172, död cirka 245, var en grekisk filosof och skriftställare. 
Lucius Flavius Filostratos kallades Atenaren och räknas till sofisterna. Han föddes troligen på ön Lemnos, studerade i Aten och anslöt sig senare till filosofkretsen kring kejsar Septimius Severus och dennes gemål Julia Domna i Rom. Åtminstone fem bevarade verk brukar tillskrivas honom, däribland en romanartad levnadsteckning över den nypythagoreiske vandrarfilosofen och undergöraren Apollonios från Tyana som tillkom på Julia Domnas initiativ. Han skrev även Sofisternas liv som framförallt är intressant för de biografiska upplysningarna om samtida filosofer och retorer. 
Hans far kallas Filostratos, Verus son och var en skriftställare vars skrifter har gått förlorade. Hans svärson hette också Filostratos och författade Eikones (”Bilder”).